# 拉戈季夫卡 (卡贊卡區)
47°36′53″N 32°57′21″E / 47.61472°N 32.95583°E
拉戈季夫卡（烏克蘭語：Лагодівка），是烏克蘭南部的村莊，隸屬尼古拉耶夫州的巴什坦卡區。該村始建於1905年，面積0.44平方公里，海拔高度51米，2001年人口282，人口密度每平方公里640.9人。